# Мозговой штурм (фильм)
«Мозговой штурм» (англ. Brainstorm) — американский научно-фантастический кинофильм. Последняя роль в кино Натали Вуд, которая умерла во время съёмок, что чуть не стало причиной отмены проекта.

## Сюжет
После многолетних исследований группе учёных удаётся разработать устройство, способное считывать и фиксировать на специальную плёнку чувства, мысли, воспоминания. Прибор в виде шлема надевается на голову человека и записывает всё, что человек видит, думает, воспринимает, после чего плёнку с этими записями может просмотреть другой человек с помощью такого же шлема.
После сенсационной премьеры вокруг открытия разгораются нешуточные страсти. Люди из Пентагона, всё время исследований осуществлявшие теневое их финансирование, сразу же заявляют о своих правах на эту разработку. Авторы-учёные категорически протестуют против такого поворота событий — использование до конца не исследованного аппарата в военной сфере может привести к непредсказуемым последствиям.

## В ролях
| Актёр             | Роль              |
| ----------------- | ----------------- |
| Кристофер Уокен   | Майкл Брейс       |
| Луиза Флетчер     | Лиллиан Рейнольдс |
| Натали Вуд        | Карен Брейс       |
| Клифф Робертсон   | Алекс Терсон      |
| Джордан Кристофер | Горди Форбс       |
| Алан Фьюдж        | Роберт Дженкинс   |
| Джо Дорси         | Хол Эбрамсон      |
| Джейсон Лайвли    | Крис Брейс        |

## Даты премьер
Даты приведены в соответствии с данными IMDb.
- США — 30 сентября 1983
- Австралия — 9 декабря 1983
- Бразилия — 22 декабря 1983
- Великобритания — 23 декабря 1983
- Италия — 13 января 1984
- Франция — 1 февраля 1984
- Швеция — 10 февраля 1984
- ФРГ — 10 февраля 1984
- Нидерланды — 23 февраля 1984
- Гонконг — 1 марта 1984
- Норвегия — 13 апреля 1984
- Япония — 14 апреля 1984
- Финляндия — 20 апреля 1984